# نیم چیمپسکی
نوآم «نیم» چیمپسکی (۱۹ نوامبر ۱۹۷۳–۱۰ مارس ۲۰۰۰) (به انگلیسی: Neam "Nim" Chimpsky) یک شامپانزه معمولی و موضوع مطالعه گسترده‌ای درمورد فراگیری زبان حیوانات در دانشگاه کلمبیا بود. این پروژه توسط هربرت اس. ترس با تجزیه و تحلیل زبان‌شناختی توسط روان‌شناس زبان توماس بیور رهبری شد. در چارچوب یک مطالعه علمی، چامسکی به‌عنوان جناسی بر زبان‌شناس نوام چامسکی، که معتقد بود انسان‌ها برای توسعه زبان «سیم‌کشی شده‌اند» نامیده شد.
به‌عنوان بخشی از مطالعه‌ای که قصد داشت پایان‌نامه چامسکی را که ادعا داشت «فقط انسان‌ها زبان دارند»، به‌چالش بکشد، از دو هفتگی او شروع می‌شود، نیم به‌دست خانواده‌ای در محیط خانه توسط والدین جانشین که انسان بودند بزرگ شد. والدین جانشین او قبلاً یک فرزند انسان برای خود داشتند. نیم در دو سالگی والدین جانشین خود را ترک و به‌دلیل مشکلات رفتاری به دانشگاه کلمبیا منتقل شد. این پروژه شبیه به مطالعه قبلی توسط آر. آلن و بئتریکس گاردنر بود که در آن شامپانزه دیگری به نام واشو مانند یک کودک انسان بزرگ شد. پس‌از بررسی نتایج، ترس به این نتیجه رسید که نیم، که در این مرحله در دانشگاه کلمبیا اقامت داشت، نشانه‌های زبان اشاره آمریکایی را از معلمان خود تقلید می‌کرد تا جایزه بگیرد، اما زبان را نمی‌فهمید و نمی‌توانست جملاتی بسازد. نیم تا زمان دریافت جایزه از الگوهای تصادفی استفاده می‌کرد. ترس عمدتاً ادعا می‌کرد که متوجه شده است نیم از علائمی که چند لحظه قبل توسط معلمش استفاده شده بود تقلید می‌کند، ترس، به‌قول خودش، در طول کل مدت مطالعه متوجه آن نشده بود، اما فقط چند لحظه قبل از آنکه به مطالعه به‌عنوان مطالعه موفقیت‌آمیز چراغ سبز نشان دهد متوجه آن شد. ترس همچنین استدلال کرد که همه مطالعات به زبان میمونی، ازجمله پروژه نیم، براساس اطلاعات نادرست از شامپانزه‌ها بوده است، و پس‌از آن شیوه دیگری را برای مطالعه پیش گرفت. کار او، امروزه کاملاً بحث‌برانگیز است، بدون اجماع روشنی در میان روان‌شناسان و دانشمندان علوم شناختی درمورد میزانی که میمون‌های بزرگ می‌توانند زبان بیاموزند.

## پروژه نیم

نیم درحال شستن ظرف

پروژه نیم تلاشی برای فراتر رفتن از پروژه واشو بود. ترس و همکارانش قصد داشتند از تکنیک‌های آزمایشی دقیق‌تر و نظم فکری تحلیل تجربی رفتار استفاده کنند تا توانایی‌های زبانی میمون‌ها را تشخیص دهد.
تمامی توجه‌ها به پروژه نیم جمع شد، به‌ویژه بر توانایی نیم در ایجاد پاسخ‌های متفاوت به توالی‌های مختلف نشانه‌ها و انتشار توالی‌های مختلف به‌منظور برقراری ارتباط معانی مختلف متمرکز شد. بااین‌حال، به گفته فوتز، نتایج به اندازه‌ای که از پروژه واشو گزارش شده بود، چشمگیر نبود.
در حالی که نیم ۱۲۵ علامت را یادگرفت، ترس به این نتیجه رسید که او چیزی را که محققان آماده بودند برای نامگذاری هٔ ن به‌عنوان «زبان» (که توسط نوام چامسکی تعریف شده بود) به‌دست نیاورده، اگرچه او یادگرفته بود که نشانه‌های مربی خود را در زمینه‌های مناسب تکرار کند. زبان به‌عنوان یک سیستم «مضاعف مضاعف» تعریف می‌شود که در آن نشانه‌ها برای اشیاء و حالات شکل می‌گیرند و سپس به‌صورتی ترکیب می‌شوند، به‌گونه‌ای که تعیین می‌کند معانی آنها چگونه درک می‌شود.
یکی از همکاران ترس، لورا-آن پتیتو، تخمین زد که با معیارهای استانداردتر، تعداد واژگان واقعی نیم به ۲۵ نزدیک‌تر است تا ۱۲۵. با این حال، دانشجویان دیگری که بیشتر از پتیتو از نیم مراقبت می‌کردند، با او و روشی که ترس آزمایش خود را انجام می‌داد، مخالفت کردند. منتقدان ادعا می‌کنند که ترس از تحلیل خود برای از بین بردن جنبش تحقیقات زبان میمون‌ها استفاده کرد. ترس استدلال می‌کرد که هیچ‌یک از شامپانزه‌ها از زبان استفاده نمی‌کردند، زیرا می‌توانستند نشانه‌ها را یاد بگیرند، اما نمی‌توانستند آنها را به‌عنوان زبان شکل دهند.
ترس و همکارانش به این نتیجه رسیدند که شامپانزه هیچ رفتار متوالی معناداری که با دستور زبان انسان برابری کند از خود نشان نمی‌دهد. استفاده نیم از زبان به‌عنوان وسیله‌ای برای حصول نتیجه، برخلاف استفاده آن توسط یک کودک انسانی که می‌تواند برای تولید یا بیان معانی، افکار یا ایده‌ها باشد، کاملاً عمل‌گرایانه بود. چیزی وجود نداشت که نیم را بتوان به همان اندازه با استفاده از اصول شرطی سازی عامل مانند کبوتر آموزش داد؛ بنابراین محققان ادعاهای مطرح شده از طرف پروژه واشو را مورد تردید قرار دادند و استدلال کردند که نتایج ظاهراً چشمگیر ممکن است چیزی بیش از یک اثر «هانس باهوش» نباشد.
برخی از روانشناسان تکاملی، در واقع با چامسکی موافق‌اند، و استدلال می‌کنند که عدم امکان آشکار آموزش زبان به حیوانات غیرانسان نشان می‌دهد که توانایی استفاده از زبان یک پیشرفت ذاتی انسان است.

## اعتراض‌ها
رویکرد شکاکانه ترس به ادعاهایی مبنی بر اینکه شامپانزه‌ها می‌توانند زبان اشاره را یاد بگیرند و بفهمند، منجر به اختلافات شدید با آلن و باتریکس گاردنر، که پروژه واشو را آغاز کرده بودند، شد. گاردنر می‌گفت رویکرد ترس آن بود که از آموزش، و استفاده از دستیاران مختلف، منابع شناختی و زبانی کامل شامپانزه‌ها استفاده نکند.
راجر فوتس، از پروژه واشو، ادعا می‌کرد که پروژه نیم ضعیف اجرا شده است، زیرا از روش‌شناسی به‌اندازه کافی قوی برای جلوگیری از مقایسه با «هانس باهوش» و دفاع مؤثر در برابر آن استفاده نمی‌کند. او همچنین می‌گوید که فرایند کسب مهارت‌های زبانی از طریق تعاملات اجتماعی طبیعی نتایج قابل ملاحظه بهتر از شرطی‌سازی رفتاری می‌دهد. فوتس بر اساس آزمایش‌های خود استدلال می‌کند که شرطی‌سازی خالص می‌تواند به استفاده از زبان به عنوان روشی عمدتاً برای دریافت پاداش به جای افزایش توانایی‌های ارتباطی منجر شود. با این حال، فوتس بعداً گزارش داد که جامعه‌ای از شامپانزه‌های ای‌اس‌ال (از جمله خود واشو) به‌طور خودجوش از این زبان به‌عنوان بخشی از سیستم ارتباط داخلی خود استفاده می‌کنند. آنها حتی به‌طور مستقیم علائم ای‌اس‌ال را بدون کمک یا دخالت انسانی به فرزندان خود (لولیس) آموزش داده‌اند. این بدان معنی است که نه تنها آنها می‌توانند از زبان استفاده کنند بلکه به بخش مهمی از زندگی آنها تبدیل شده است.
این اختلاف هنوز به‌طور کامل حل نشده است، تا حدی به این دلیل که هزینه‌های مالی و سایر هزینه‌های انجام این‌گونه آزمایش‌های آموزش زبان به میمون‌ها، انجام مطالعات تکراری را دشوار می‌کند. تعاریف «زبان» و «تقلید» و همچنین این سؤال که پروژه زبانی نیم چگونه بود بحث‌برانگیز باقی‌مانده است.

## بازنشستگی و مرگ
نهایتاً، نیم به یک مؤسسه مطالعات نخستی‌ها در اوکلاهاما منتقل شد، جایی که پس از اینکه در دهه اول زندگی با او مانند یک کودک انسان رفتار می‌شد. همچنین او قبلاً هرگز شامپانزه دیگری را ملاقات نکرده بود و مجبور بود به آنها عادت کند.
هنگامی که ترس پس از یک سال در مؤسسه مطالعات نخستی‌ها، اولین و تنها دیدار خود را برای دیدن نیم انجام داد، نیم بلافاصله پس از دیدن او به سمت ترس رفت، او آشکارا از هیجان می‌لرزید. نیم همچنین پیشرفتی را که در طول پروژه به‌دست آورده بود نشان داد، زیرا بلافاصله شروع به مکالمه به زبان اشاره با ترس کرد. نیم پس از اینکه ترسد، دیگر برنگشت، نیم به حالت افسرده بازگشت. نیم با چند تن از کارگران مؤسسه مطالعات نخستی‌ها طرح رفاقت ریخت و چند نشانه دیگر از جمله علامتی به نام «زمان دود سنگ اکنون» را یادگرفت که بدان معنی بود که نیم می‌خواهد ماری جوانا بکشد.
مؤسسه بعداً نیم را به آزمایشگاه پزشکی تجربی و جراحی در پستانداران (لمسیپ) فروخت، یک آزمایشگاه برای تحقیق روی حیوانات دارویی که توسط دانشگاه نیویورک اداره می‌شود. در لمسیپ، نیم در یک قفس سیمی محبوس شد و قرار بود برای مطالعات واکسن هپاتیت استفاده شود. فناورانی که از شامپانزه‌ها مراقبت می‌کردند گفته بودند که نیم و دیگر شامپانزه‌های مؤسسه به ژست‌های زبان اشاره ادامه دادند. پس از تلاش‌ها برای آزاد کردن او، نیم توسط بلک بیوتی رنچ که توسط «د فاند فور انیمال» اداره می‌شود، به رهبری کلیولند آموری، در تگزاس خریداری شد. درحالی که کیفیت زندگی نیم در مزرعه بلک بیوتی بهبود یافت، نیم عمدتاً در انزوا در داخل یک خانه ییلاقی زندگی می‌کرد. به هر ترتیب او شروع به نشان دادن خصومت کرد که شامل پرتاب تلویزیون و کشتن یک سگ بود. رفتار و رفاه کلی نیم زمانی بهبود یافت که شامپانزه‌های دیگر، پس از حدود یک دهه در مزرعه بلک بیوتی به نیم و به خانه او پیوستند. هر زمان که یکی از مربیان سابق مؤسسه مطالعات نخستی به ملاقات او می‌رفت. نیم به نشان دادن نشانه‌هایی از زبان اشاره‌ای که دهه‌ها پیش آموخته بود، ادامه می‌داد.
نیم در ۱۰ مارس ۲۰۰۰ در سن ۲۶ سالگی بر اثر سکته قلبی درگذشت.

## نقل‌قول‌ها
همه نقل‌قول‌ها در مقاله اصلی توسط ترس و همکارانش آمده است.

### نقل قول‌های سه‌علامتی
- موز نیم موز نیم
- موز خوردن من نیم
- موز من نیم من
- موز من خوردن موز
- نوشیدن نیم نوشیدن نیم
- نوشیدن خوردن نوشیدن خوردن
- نوشیدن خوردن من نیم
- خوردن نیم خوردن نیم
- خوردن نوشیدن خوردن نوشیدن
- خوردن انگور خوردن نیم
- خوردن من نیم نوشیدن
- انگور خوردن نیم خوردن
- انگور خوردن من نیم
- من نیم خوردن من
- من خوردن نوشیدن بیشتر
- من خوردن من خوردن
- من آدامس من آدامس
- نیم خوردن نیم خوردن
- بازی من نیم بازی
- قلقلک من نیم بازی

### نقل‌قول‌های چهارعلامتی
- موز نیم موز نیم
- موز خوردن من نیم
- موز من نیم من
- موز من خوردن موز
- نوشیدن نیم نوشیدن نیم
- نوشیدن خوردن نوشیدن خوردن
- نوشیدن خوردن من نیم
- خوردن نیم خوردن نیم
- خوردن نوشیدن خوردن نوشیدن
- خوردن انگور خوردن نیم
- خوردن من نیم نوشیدن
- انگور خوردن نیم خوردن
- انگور خوردن من نیم
- من نیم خوردن من
- من خوردن نوشیدن بیشتر
- من خوردن من خوردن
- من آدامس من آدامس
- نیم خوردن نیم خوردن
- بازی من نیم بازی
- قلقلک من نیم بازی

### طولانی‌ترین نقل‌قول ثبت شده
طولانی‌ترین «نقل‌قول ثبت شده» نیم، ۱۶ کلمه بود: «بده پرتقال من بده خوردن پرتقال من خوردن پرتقال بده من خوردن پرتقال بده من تو.»

## در رسانه‌ها
پروژه نیم، فیلمی مستند از جیمز مارش درمورد مطالعه نیم، داستان (و فیلم‌های آرشیوی) را بررسی می‌کند تا مسائل اخلاقی، تجربیات عاطفی مربیان و شامپانزه‌ها و مسائل عمیق‌تری را که آزمایش مطرح کرده بود را بررسی کند. این مستند (تهیه شده توسط بی‌بی‌سی فیلمز، رد باکس فیلمز و پشن فیلمز) جشنواره فیلم ساندنس ۲۰۱۱ را افتتاح کرد. این فیلم در تاریخ ۸ ژوئیه ۲۰۱۱ توسط رودساید اترکشنز در سینماها اکران شد و در ۷ فوریه ۲۰۱۲ به صورت DVD منتشر شد.
داستان نیم و دیگر جانوران زبان‌آموز در کتاب شرکای خاموش یوجین لیندن بیان شده است: میراث آزمایش‌های زبان میمون.